# Margaret Southern
Margaret Southern, CC (* 26. Februar 1931 in High River, Alberta) ist eine kanadische Reitstallbesitzerin. Sie gründete 1975 mit ihrem Mann Ron den Reitstall Spruce Meadows, der innerhalb von 28 Jahren zum größten Reitstall der Welt ausgebaut wurde. Margaret Southern ist die Mutter der Springreiterinnen Linda Southern-Heathcott und Nancy Southern. 
2006 wurden sie und ihr Mann in die Hall of Fame des kanadischen Sports aufgenommen. Sie erhielt einige der höchsten kanadischen Auszeichnungen. Beim höchsten Zivilorden Order of Canada erhielt sie alle drei möglichen Stufen der Auszeichnung. Sie wurde 1987 zum Member of the Order of Canada ernannt. 1993 erfolgte die Ernennung zum Officer of the Order of Canada und 2007 zum Companion of the Order of Canada.

## Auszeichnungen
- Order of Canada
- Royal Victorian Order
- 1988: Alberta Order of Excellence
- 2012: Queen Elizabeth II Diamond Jubilee Medal